# Be Easy
"Be Easy" to drugi singiel z płyty Trap Muzik autorstwa T.I. Piosenka jest o człowieku mieszkającym w bloku.

## Teledysk
Teledysk opowiada o mężczyźnie, który został wcześniej postrzelony i zmarł. Klip zaczyna się reanimacją postrzelonego mężczyzny przez lekarzy. T.I. na początku teledysku gra na pianinie, później w tle zdarzeń które miały miejsce, tańczy itp.
Druga część teledysku to utwór "Look What I Got". W klipie możemy zobaczyc Eightball & MJG, Killer Mike, P$C i Cee-Lo. Wszystko odbywa się na parkingu samochowodym.